# Yuri Ribeiro
Yuri Ribeiro (Vieira do Minho, 24 de enero de 1997) es un futbolista portugués que juega de defensa en el Blackburn Rovers F. C. de la EFL Championship inglesa.

## Carrera

### Benfica
Nacido en Suiza de padres inmigrantes portugueses, Ribeiro se mudó a Vieira do Minho, en el distrito de Braga, a la edad de dos años. Comenzó a jugar al fútbol en la Escola Os Craques cuando tenía 9 años, uniéndose posteriormente a la academia de SC Braga cuatro años después. A la edad de 13 años firmó por el SL Benfica, formando parte de las categorías inferiores del club y ganando el campeonato nacional juvenil de 2013.
Ribeiro hizo su debut con las reservas del Benfica el 29 de mayo de 2015, participando en la victoria en casa por 2-1 sobre el Vitória de Guimarães B en la Segunda División de Portugal. Comenzó la siguiente temporada como suplente de Pedro Rebocho, pero empezó a ser convocado regularmente por el director técnico cuando este último se lesionó en un partido frente al Varzim SC. El lateral portugués apareció por primera vez con el primer equipo el 14 de diciembre de 2016, en la victoria por 3-0 sobre el Real SC en los octavos de final de la Copa de Portugal. El 3 de enero del año siguiente también fue titular contra el FC Vizela en la Copa de la Liga, encuentro de la fase de grupos que concluyó con victoria por 4-0 en el Estádio da Luz.
El 30 de junio de 2017, Ribeiro se incorporó a Rio Ave FC en un contrato de cesión por una temporada. Su primera aparición en la Primeira Liga tuvo lugar el 7 de agosto, en la derrota en casa por 1-0 ante el Os Belenenses. Totalizó 29 partidos en su año en Vila do Conde, y anotó el primer gol de su carrera en la victoria en casa por 2-0 sobre el Boavista FC el siguiente 21 de enero.
Yuri Ribeiro regresó al Benfica en la temporada 2018-19, extendiendo su contrato con el club por cinco años más. El 14 de febrero de 2019, hizo su debut europeo al vencer 2-1 al Galatasaray SK en el partido de ida de los dieciseisavos de final de la Liga Europa de la UEFA.

### Nottingham Forest
El 8 de julio de 2019, Ribeiro se unió al Nottingham Forest de Inglaterra junto con su compañero de equipo del Benfica, Alfa Semedo, quien también se mudó al City Ground pero como préstamo por una temporada. Hizo su debut el 13 de agosto en la primera ronda de la Copa de la Liga de Inglaterra 2019-20, jugando los 90 minutos completos de una victoria en casa por 3-0 frente al Fleetwood Town, pasando a ser el titular principal del Nottingham por delante de Jack Robinson.
Ribeiro anotó su primer gol para el club el 15 de diciembre de 2020, en la victoria por 2-0 contra el Sheffield Wednesday. Fue puesto en libertad en junio siguiente.

### Legia de Varsovia
El 23 de agosto de 2021 anunció su vinculación con el Legia de Varsovia de la Ekstraklasa de Polonia hasta 2024. Debutó el 15 de diciembre de 2021 en la contundente victoria por 4-0 al Zagłębie Lubin y anotó su primer y único gol con el club legionario el 4 de noviembre de 2022, en la victoria por 2-1 al Lechia Gdańsk. Esa misma temporada se proclamó campeón de Copa y de Supercopa con el Legia. A finales de mayo de 2024 anunció que no continuaría con el club varsoviano, marchándose como agente libre el 30 de junio de 2024.

## Selección nacional
Yuri Ribeiro representó a Portugal en el Campeonato Europeo Sub-17 de la UEFA 2014, ayudando a la selección a llegar a semifinales en donde se enfrentó ante la eventual ganadora, Inglaterra. El 7 de julio de 2016, fue convocado por la selección sub-19 para el Campeonato Europeo de la UEFA de 2016 celebrado en Alemania.
El 2 de septiembre de 2016, Ribeiro disputó su primer partido internacional con la sub-21 a los 19 años, jugando los 90 minutos completos en el empate en casa por 0-0 contra Israel para las eliminatorias de la Eurocopa Sub-21 de 2017.

## Vida privada
Ribeiro fue nombrado en honor al futbolista internacional francés Youri Djorkaeff. Su padre jugó en la demarcación de portero y su hermano mayor Romeu ha jugado para el Benfica y las categorías juveniles de Portugal.

## Palmarés

### Títulos nacionales
| Título               | Club              | País     | Año     |
| -------------------- | ----------------- | -------- | ------- |
| Copa de Portugal     | S. L. Benfica     | Portugal | 2016-17 |
| Primeira Liga        | S. L. Benfica     | Portugal | 2018-19 |
| Copa de Polonia      | Legia de Varsovia | Polonia  | 2022-23 |
| Supercopa de Polonia | Legia de Varsovia | Polonia  | 2023    |